# Grażyna Kostrzewińska
Grażyna Maria Kostrzewińska, z domu Osmańska (ur. 26 listopada 1950 w Toruniu) – polska łyżwiarka figurowa, startująca w parach sportowych z Adamem Brodeckim. Uczestniczka igrzysk olimpijskich (1972), mistrzostw Europy i świata, dwukrotna mistrzyni Polski (1971, 1972).
W 1971 roku wyszła za mąż za piłkarza Zdzisława Kostrzewińskiego. Mają dwoje dzieci. Ich córka Agnieszka jest żoną srebrnego (1996) i brązowego medalisty olimpijskiego (1992) w skoku wzwyż Artura Partyki.
Po zakończeniu kariery sportowej występowała krótko w polskiej rewii na lodzie (1976). Od 1977 instruktorka łyżwiarstwa figurowego w łódzkim Społem (1977-1990), w Rauma w Finlandii (1990-1993) i Miejskim Klubie Łyżwiarskim w Łodzi (1993-1996).

## Osiągnięcia

### Z Adamem Brodeckim
| Zawody               | 1968           | 1969           | 1970           | 1971           | 1972           | 1973           | 1974           | 1975           |                |                |                |                |                |                |                |                |                |
| Międzynarodowe       | Międzynarodowe | Międzynarodowe | Międzynarodowe | Międzynarodowe | Międzynarodowe | Międzynarodowe | Międzynarodowe | Międzynarodowe | Międzynarodowe | Międzynarodowe | Międzynarodowe | Międzynarodowe | Międzynarodowe | Międzynarodowe | Międzynarodowe | Międzynarodowe | Międzynarodowe |
| -------------------- | -------------- | -------------- | -------------- | -------------- | -------------- | -------------- | -------------- | -------------- | -------------- | -------------- | -------------- | -------------- | -------------- | -------------- | -------------- | -------------- | -------------- |
| Igrzyska olimpijskie |                |                |                |                | 11             |                |                |                |                |                |                |                |                |                |                |                |                |
| Mistrzostwa świata   |                |                |                | 10             | 12             | 16             | 12             |                |                |                |                |                |                |                |                |                |                |
| Mistrzostwa Europy   | 19             |                | 12             | 8              | 8              |                | 10             | 9              |                |                |                |                |                |                |                |                |                |
| Krajowe              |                |                |                |                |                |                |                |                |                |                |                |                |                |                |                |                |                |
| Mistrzostwa Polski   | 2              | 2              | 2              | 1              | 1              |                | 2              | 2              |                |                |                |                |                |                |                |                |                |

### Z Ryszardem Góreckim
| Mistrzostwa Polski | 2 | 2 |